# Луртег, Алисия
Алисия Луртег (исп. Alicia Lourteig, 1913—2003) — аргентинский ботаник. Известна своим вкладом в систематику семейств Лютиковые, Дербенниковые и Кисличные.

## Биография
Алисия Луртег родилась 17 декабря 1913 года в городе Буэнос-Айрес. Училась в Университете Буэнос-Айреса, в 1932 получила степень бакалавра. С 1938 по 1946 Алисия работала в Институте имени Мигеля Лильо в Тукумане. В 1946 стала доктором по специальности биохимии и фармации на медицинском факультете Университета. В 1947 году Луртег перешла в Дарвиновский ботанический институт в Сан-Исидро. Посетила множество гербариев Европы. В 1955 году Луртег переехала в Париж, где стала куратором американских коллекций растений в Парижском музее естественной истории. В Париже она продолжала изучать флору Южной Америки. Также Луртег интересовалась историей ботаники Южной Америки и Антильских островов. Алисия Луртег дважды посещала французские земли в Антарктиде — в 1963—1964 и в 1969. Озеро Алисия в Антарктиде названо в её честь. С 1977 по 1994 Алисия была главным редактором журнала Lilloa. Алисия Луртег скончалась 30 июля 2003 года в Буэнос-Айресе.

## Растения, названные в честь А. Луртег
- Alicia W.R.Anderson, 2006 — Malpighiaceae/Alicia
- Lourteigia R.M.King & H.Rob., 1971
- Biophytum lourteigiae Aymard & P.E.Berry, 2003
- Ditassa lourteigiae Fontella, 1989 («lourteigii») [syn.  Minaria lourteigiae (Fontella) T.U.P.Konno & Rapini, 2006]
- Heliconia lourteigiae Emygdio & E.Santos, 1977
- Heteropterys aliciae W.R.Anderson, 1987
- Matelea aliciae Morillo, 1987
- Pavonia lourteigiae Fosberg & Sachet, 1981
- Piriqueta lourteigiae Arbo, 1995
- Psidium lourteigiae D.Legrand, 1972 («lourteigii»)
- Ranunculus lourteigiae H.Eichler, 1963